# Шмидтовка (Приморский край)
Шми́дтовка — посёлок в Надеждинском районе Приморского края, входит в состав Надеждинского сельского поселения.

## География
Посёлок находится около северного побережья Амурского залива, на расстоянии 14 км от села Вольно-Надеждинское, административного центра района, и 42 км от города Владивосток, административного центра края. Абсолютная высота — 27 м над уровнем моря.

## Население
| 2002 | 2005 | 2008 | 2010 |
| ---- | ---- | ---- | ---- |
| 94   | ↘36  | ↗86  | ↗112 |

## Улицы
| - ул. Ветеранов, - ул. Дачная, - ул. Звёздная, - ул. Изумрудная, | - ул. Ильи Муромца, - пер. Карьерный, - ул. Линейная, - ул. Малиновая, | - ул. Мира, - пер. Новый, - ул. Победы, - ул. Пушкина, | - ул. Солнечная, - ул. Сотовая, - ул. Строительная, - ул. Тополинная. |

## Транспорт
Посёлок связан автомобильной дорогой длиной 10 км с федеральной трассой М60 «Уссури». Ближайшая железнодорожная станция Совхозная находится на расстоянии 3 км к востоку.

## Достопримечательности
- Памятник экипажу, погибшему 25 августа 1986 года при крушении военного самолёта Ту-95РЦ[6].